# St. Lukas und St. Arnold (Körrig)

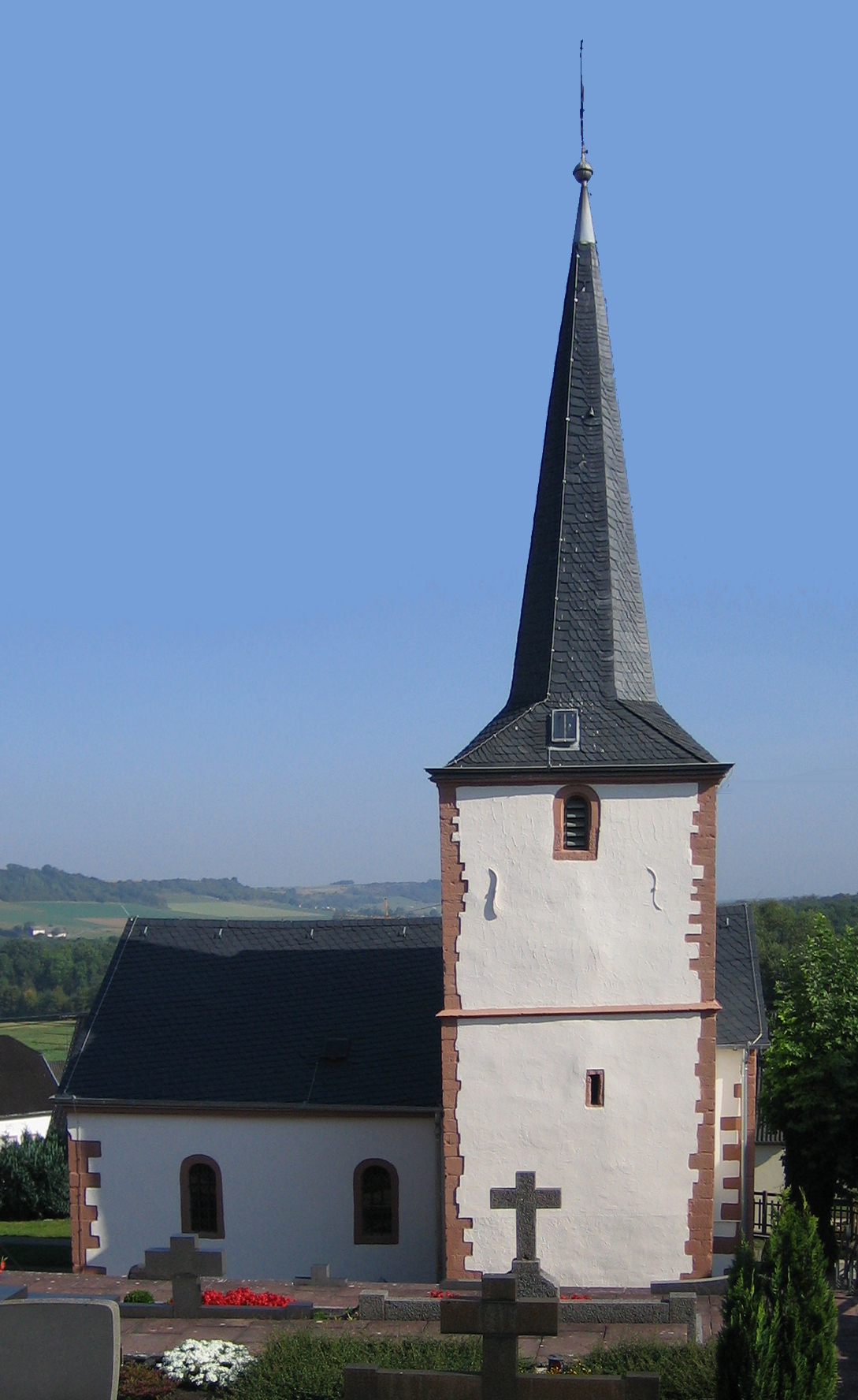
St. Lukas und St. Arnold

Die katholische Kapelle St. Lukas und St. Arnold ist die Dorfkirche von Körrig, einem Ortsteil der Gemeinde Merzkirchen im rheinland-pfälzischen Landkreis Trier-Saarburg.

## Beschreibung
Das Gebäude ist nach Osten ausgerichtet und liegt in einem Kirchhof, dessen Mauer auch den südlicher liegenden Friedhof umschließt. Ob vor 1200 im Ort eine Kapelle stand, konnte bislang nicht nachgewiesen werden, obwohl der Ort bereits als Corniche im Jahr 633 erwähnt wurde. Die Straßenbezeichnung Alter Kirchenweg lässt vermuten, dass es einst eine Kirche im Dorf gab, zu der dieser Weg hinführte.
Analog zur Baugeschichte sind an der Kapelle drei Stilepochen zu erkennen: Romanik (Turm), Gotik (Schiff, Turmabdeckung, Turmfenster im N) und Barock (Innenwandverstärkungen, Spitzbogengewölbe, Ochsenauge).
Der Turm der Kapelle stammt von etwa 1200. An den Turm mit quadratischem Grundriss schließt sich nach Norden und Westen der gotische Kirchenraum an, der Turm ist sozusagen in die Südostecke des Schiffes integriert. Er enthält ebenerdig die Sakristei mit einer später eingezogenen Decke. Durch ein gotisches Rundbogenfenster in der Ostwand des Turms fällt das Tageslicht in die Sakristei. Der Turm wird überdeckt von einem zunächst flach ansteigenden, dann in eine hohe achtseitige Spitze überführenden, verschieferten Helm abgeschlossen. Die Glockenstube enthält kleine Rundbogenfenster als Schallöffnungen in alle vier Himmelsrichtungen.
Das Schiff ist an der Nordseite eingezogen, dadurch wird der Chor gebildet, in dessen Nordwand ein Ochsenauge eingebaut wurde. In der Ostwand des Chors ist ein gotisches Spitzbogenfenster, das heute jedoch zugemauert ist. Das Schiff wurde vermutlich 1691 gebaut. Der heutige Hochaltar war 1952 noch ein Seitenaltar. Er steht auf einer Mensa aus rotem Sandstein, die auf einem gemauerten Stipes aufliegt. Das Altarretabel ist zweisäulig mit zweistufiger Leuchterbank, deren oberer Teil mit einem Blatt- und Blütenrelief verziert ist. Auf Postamenten mit geflügelten Engelsköpfen und geschnitzten Leuchterarmen stehen zwei Säulen mit korinthischen Kapitellen. In der Altarnische steht ein Kruzifix (19. Jahrhundert) vor einem 1909 geschaffenen Gemälde des Trierer Malers Theodor Sternberg, das die Stadt Jerusalem darstellt. Der Altarauszug birgt eine Kartusche von 1736 mit lateinischer Inschrift, die den Dekan Hilarius Hoffman als Stifter oder Erbauer des Altars bezeugt. Darüber befindet sich ein baldachinartiger Vorbau mit dem Gottesauge und geflügelten Engelsköpfen. An der rechten Wand des Chorraums sind die hölzernen Skulpturen der beiden Patrone Lukas und Arnold auf kleinen Holzpodesten an der Wand angebracht, und vor dem Durchgang vom Schiff zum Chor befindet sich die 91 cm hohe Statue des Hl. Antonius, der ein Kind auf dem linken Arm trägt. In der Nähe dieser Skulptur hängt ein Madonnenbild.
Das Langhaus wird durch zwei hohe (Rund- und Spitzbogen-Dreipass-)Fenster in der Nordwand und zwei Fenster in der Südwand erhellt. Das Kirchenschiff ist nach dendrochronologischer Feststellung von 1509. Es wurde unter Erzbischof und Kurfürst Jakob II. von Baden errichtet, allerdings erst 1559 erstmals erwähnt. Dies ist auch das Jahr der Konsekration eines 1509 gebauten Blockaltars. In der Westwand gibt es ein original erhaltenes Spitzbogenfenster. Alle Fenster wurden im Jahre 2004 von einer Trierer Fachfirma erneuert.
Die Kapelle verfügt über zwei Eingänge: einen im Westgiebel (Sturz von 1505, Gewände von 1860, Schwelle von 1505, 1963 erneuert) und einen in der Turmnordwand.

## Glocke
1739 wurden erstmals Körriger Glocken erwähnt, obwohl der Glockenstuhl dendrochronologisch auf 1694 bestimmt werden konnte. 1816/17 erhielt die Kirche zwei Glocken aus der Glockengießerei Mabilon in Saarburg: 70 kg mit 52 cm  Durchmesser (fis), 30 kg mit 45 cm Durchmesser (gis). Eine der Glocken wurde 1828 von Mabilon umgegossen. 1867 wurde die 100 kg schwere Donatus-Glocke mit dem Ton fis von Mabilon geliefert, sie war schon 10 Tage nach ihrer Einweihung gesprungen. 1923 erhielt die Kirche erneut eine Donatus-Glocke (vielleicht ein Umguss), Bronze, 60 cm Durchmesser, 1928 gefolgt von der Lucas und Arnold-Glocke, Bronze, 50 cm Durchmesser. Die beiden Glocken von 1923 und 1928 mussten im Zweiten Weltkrieg abgegeben werden. Seit 1961 läuten die beiden Bronzeglocken (ebenfalls von Mabilon), Es sind die Kreuzglocke: Durchmesser 54 cm, 95 kg, Ton fis und die Lukasglocke: Durchmesser 46 cm, 55 kg, Ton a.
Die Kirche liegt am Jakobsweg, Sektion Trier – Perl.

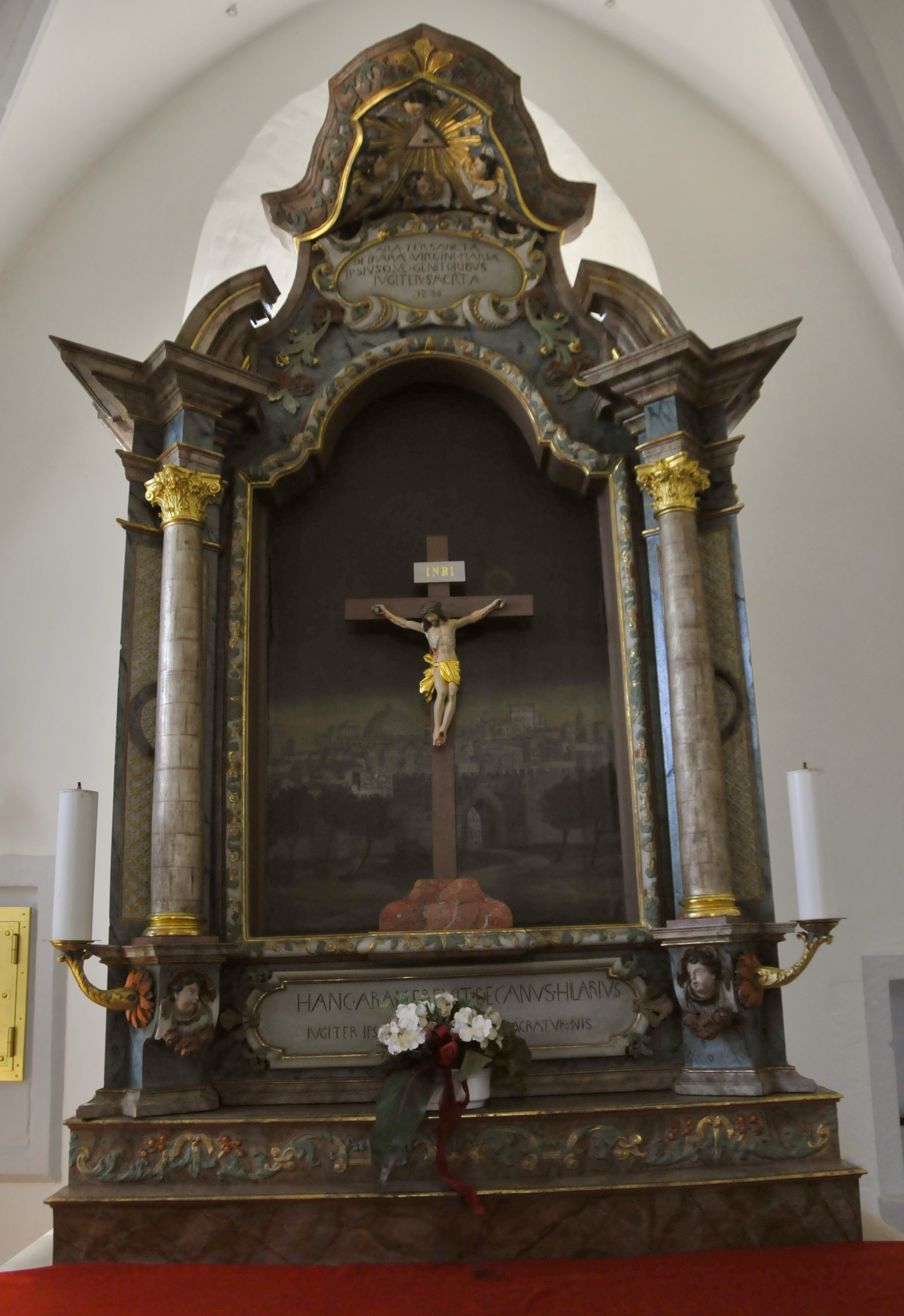
Altar
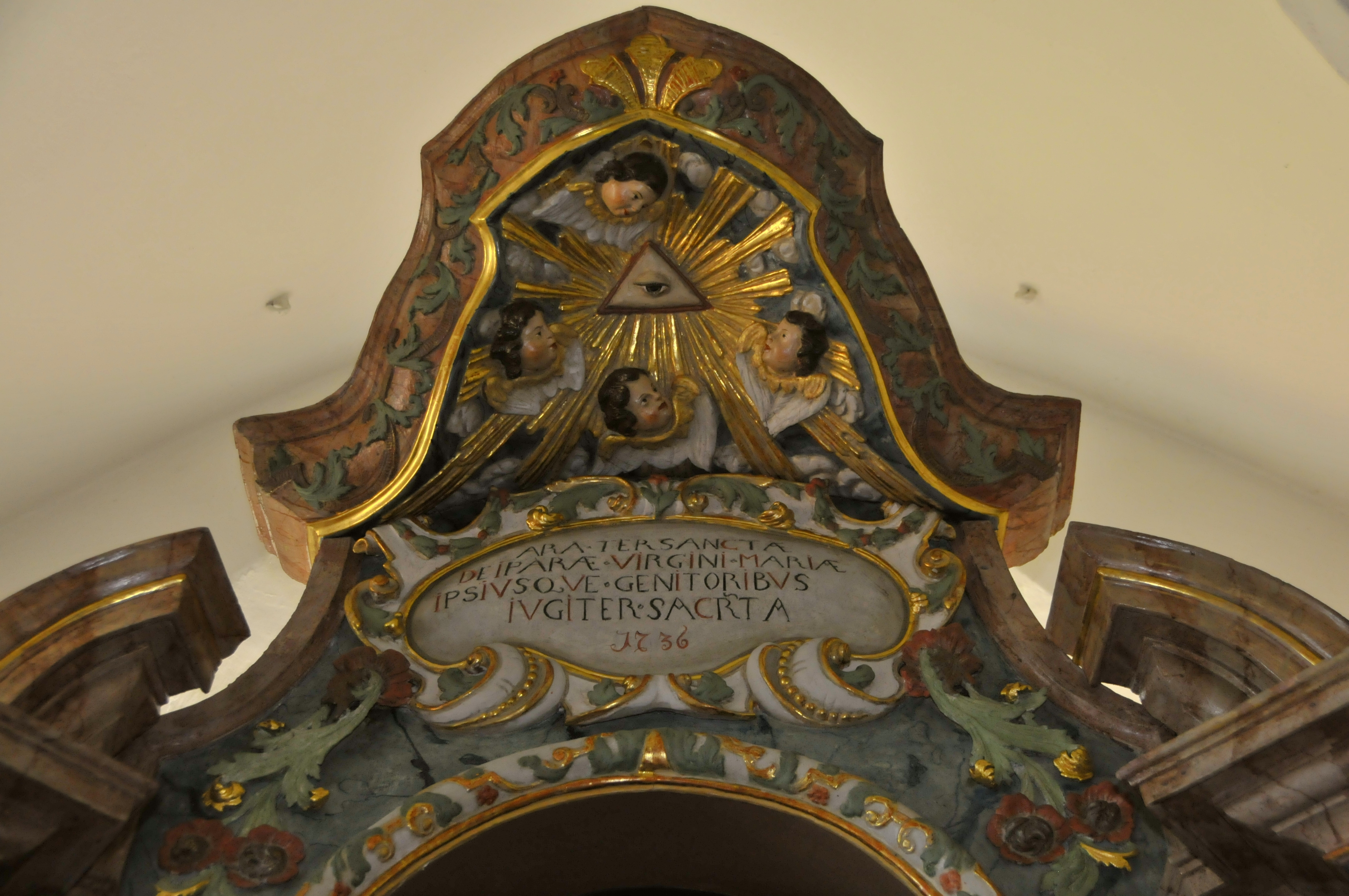
Gottesauge über dem Altar
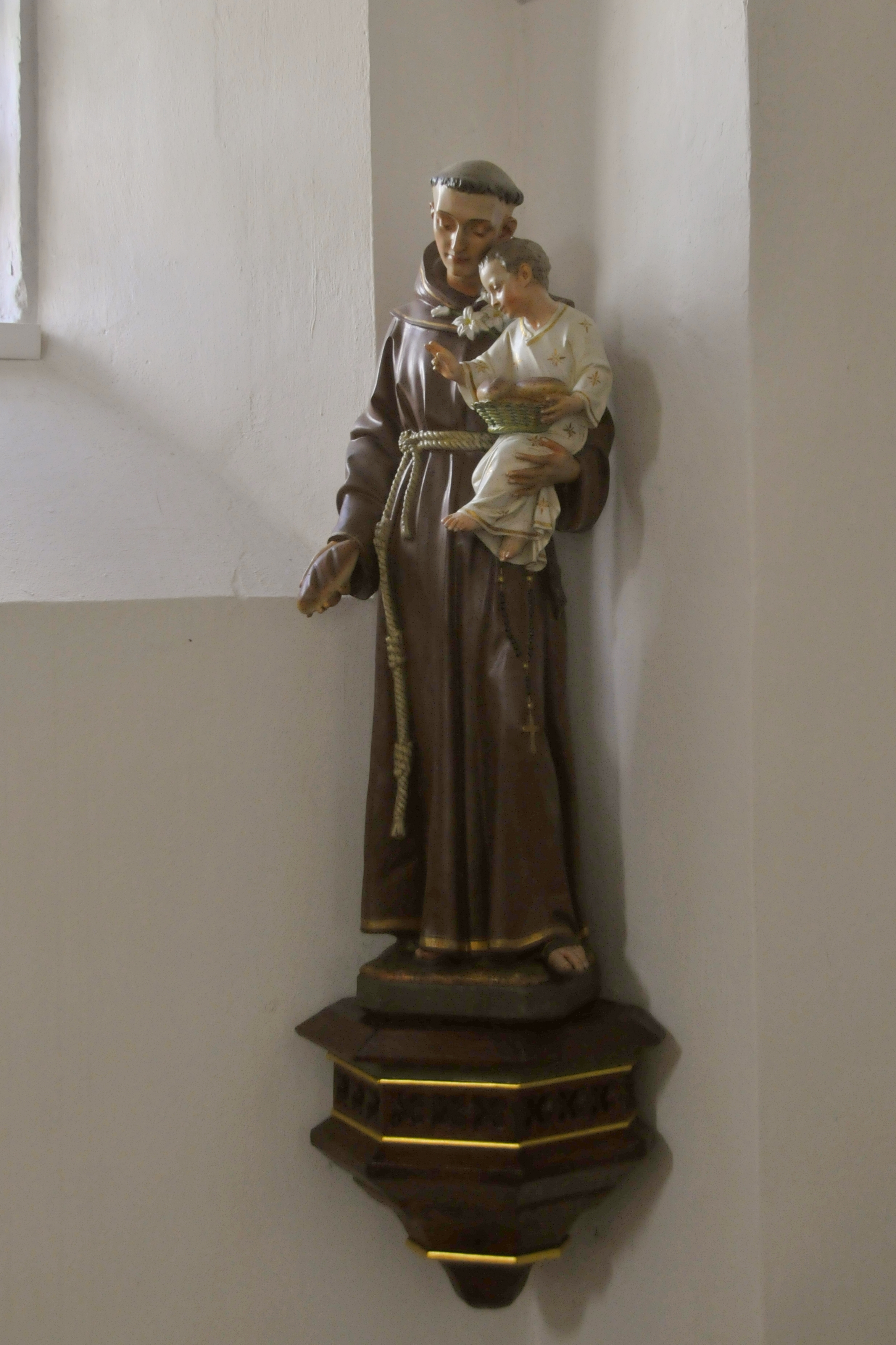
Hl. Antonius
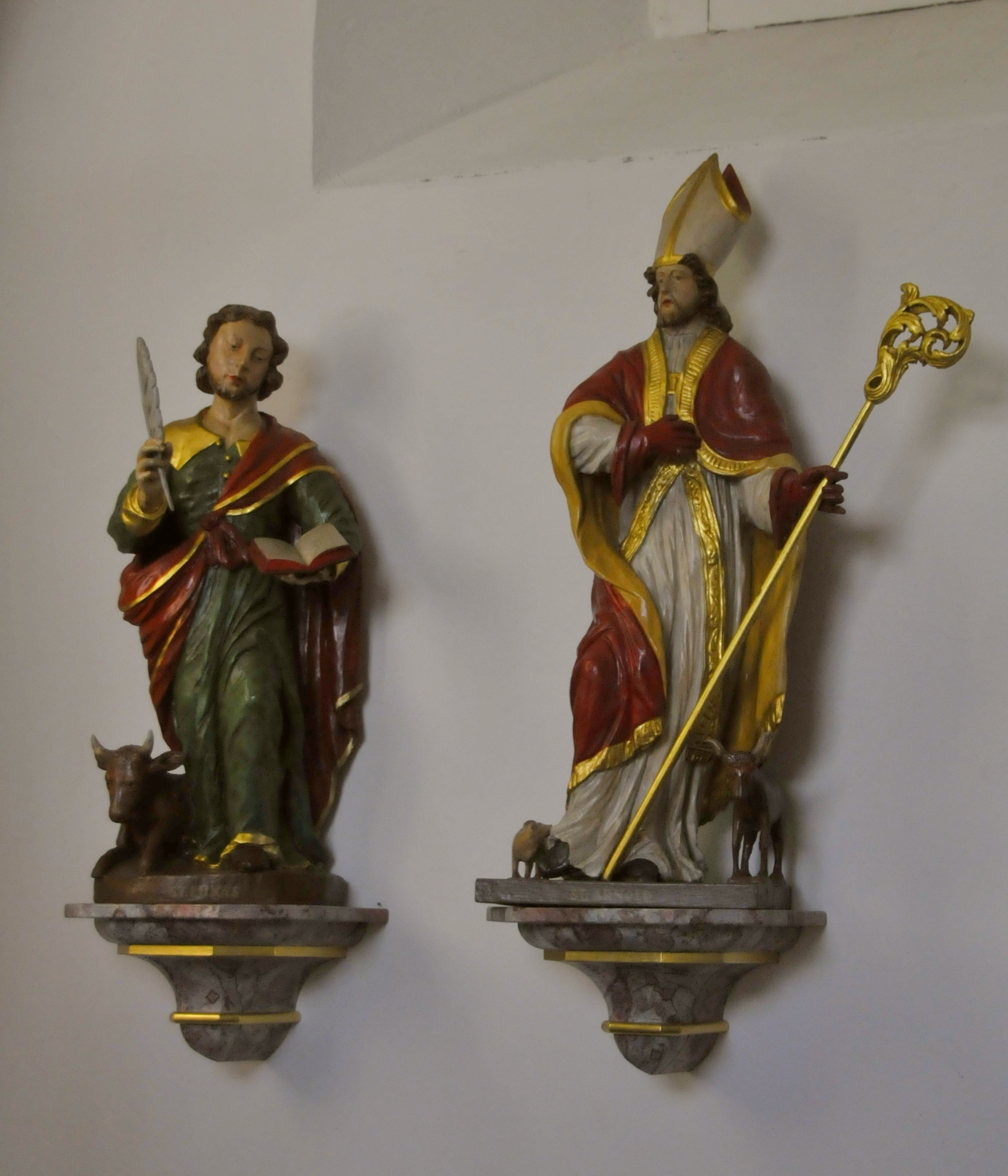
Hl. Lukas (li.), Hl. Arnold (re.)
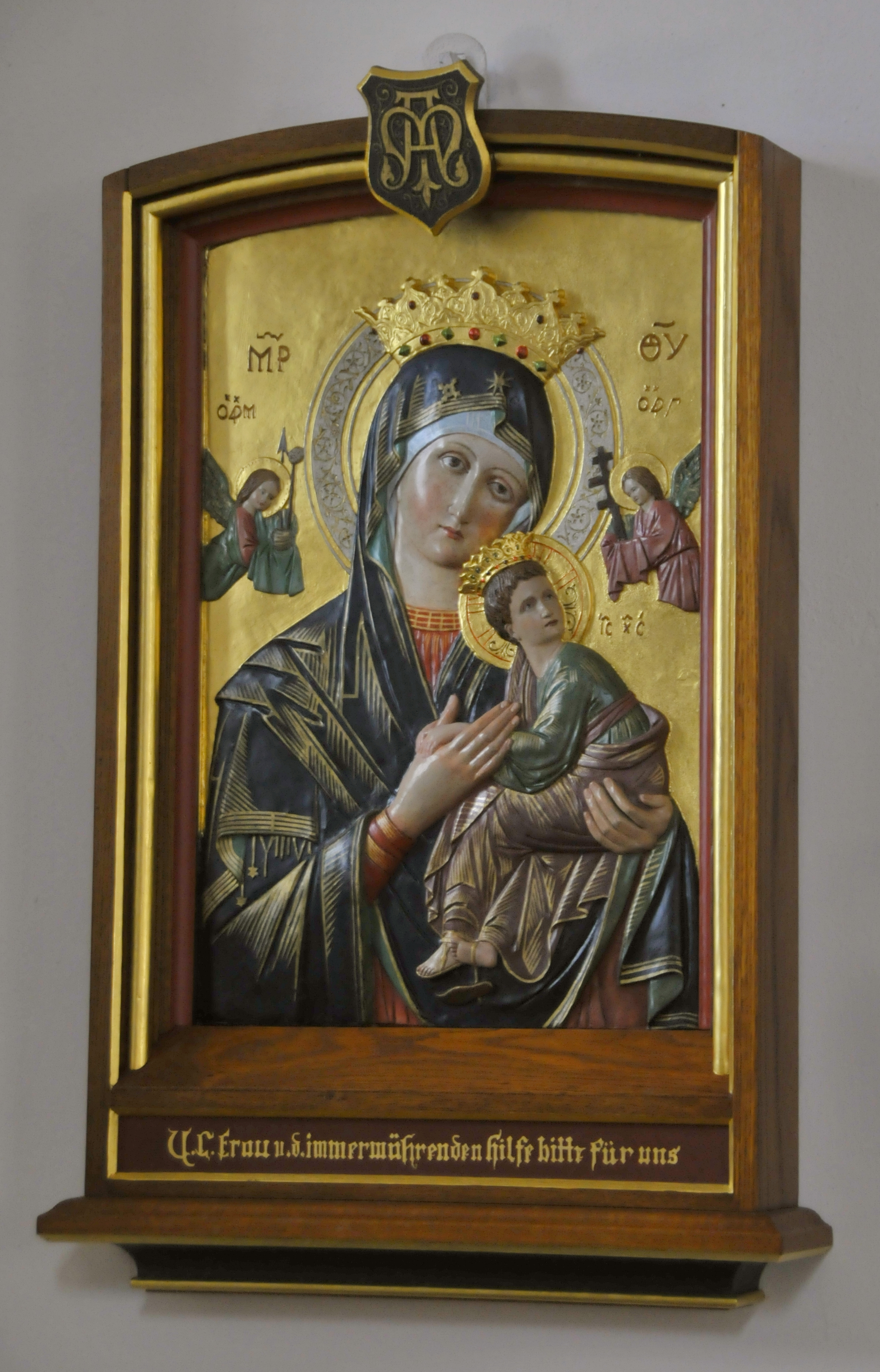
Marienikone mit dem Christuskind „Immerwährende Hilfe“